# Улица Гастелло (Сочи)
У́лица Гасте́лло — улица в Адлерском районе города Сочи, начинающаяся от федеральной трассы улица Ленина и ведущая через микрорайон Орёл-Изумруд к сёлам Бестужевское, Вардане-Верино, Лазурная Долина.

## Расположение
Улица Гастелло начинается от федеральной трассы (неподалёку от Адлерского железнодорожного вокзала), граничит с микрорайоном Голубые Дали и заканчивается в районе бывшего молочного комбината, меняя название на Петрозаводская улица.
Проходит по пологой пойме правого берега реки Херота.

## История
Улица названа в честь Николая Францевича Гастелло (1907—1941) — советского военного лётчика, Героя Советского Союза.

## Транспорт
По улице ходит городской автобус и маршрутное такси № 56 через Адлерский железнодорожный вокзал в сторону центра Адлера и Блинова, а также маршрутное такси № 115 в Центральный район Сочи.

## Здания и сооружения
По чётной стороне:
- Адлерский завод ЖБИ (Главстрой);
- Винный завод;
- Представительство республики Башкирии в Краснодарском крае;

По нечётной стороне:
- № 29 — школа № 53

## Фотографии

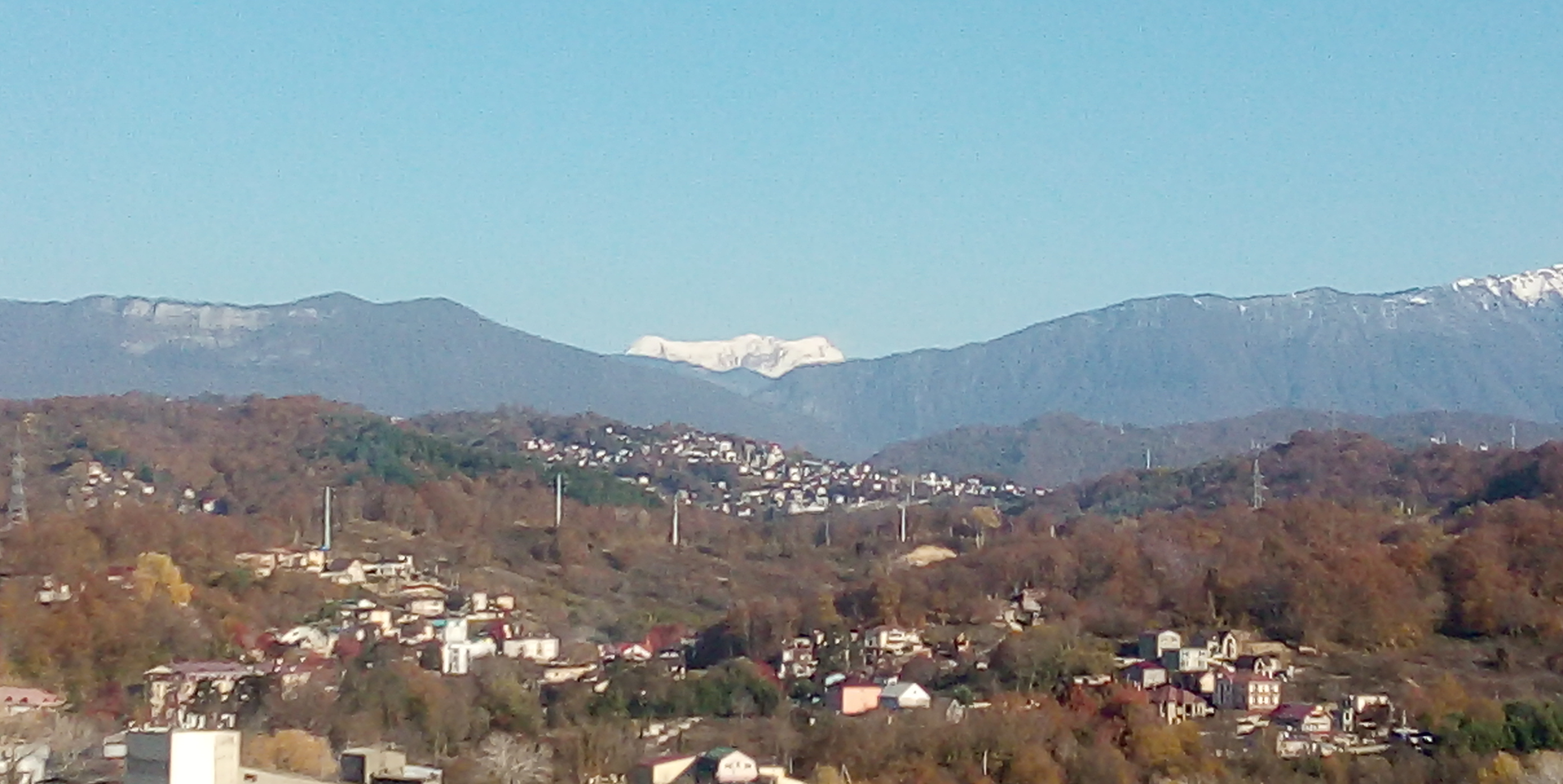
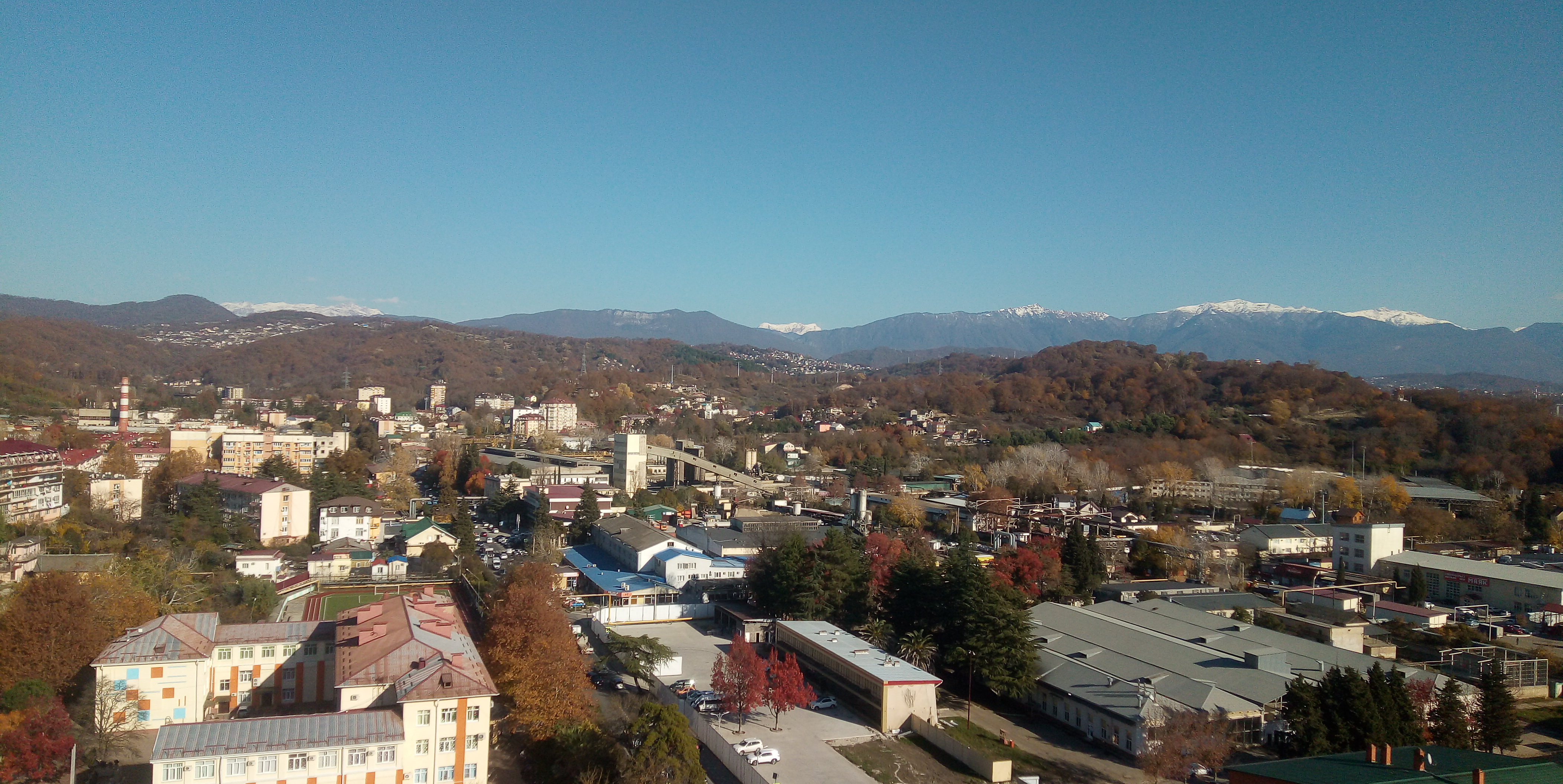
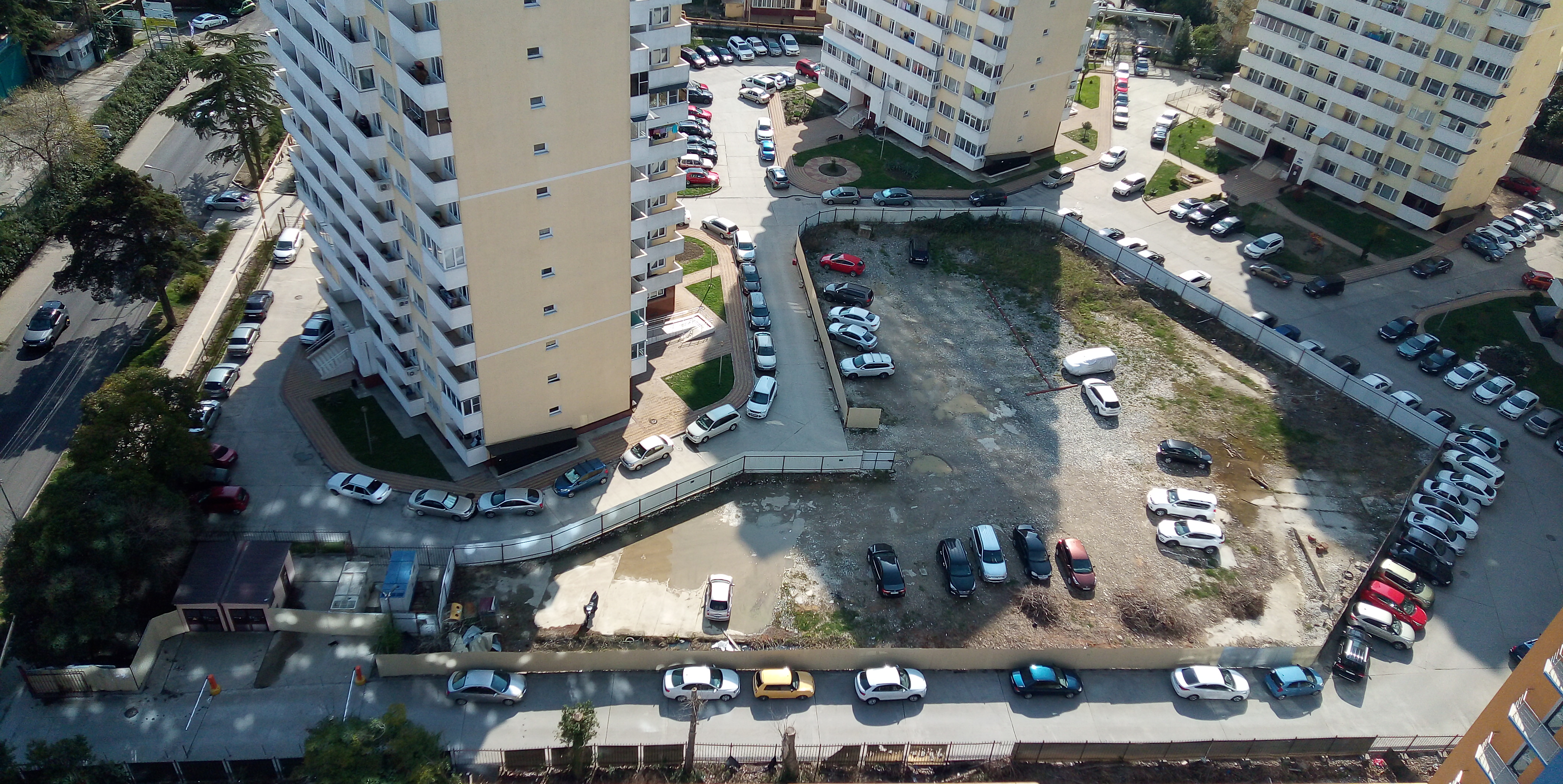
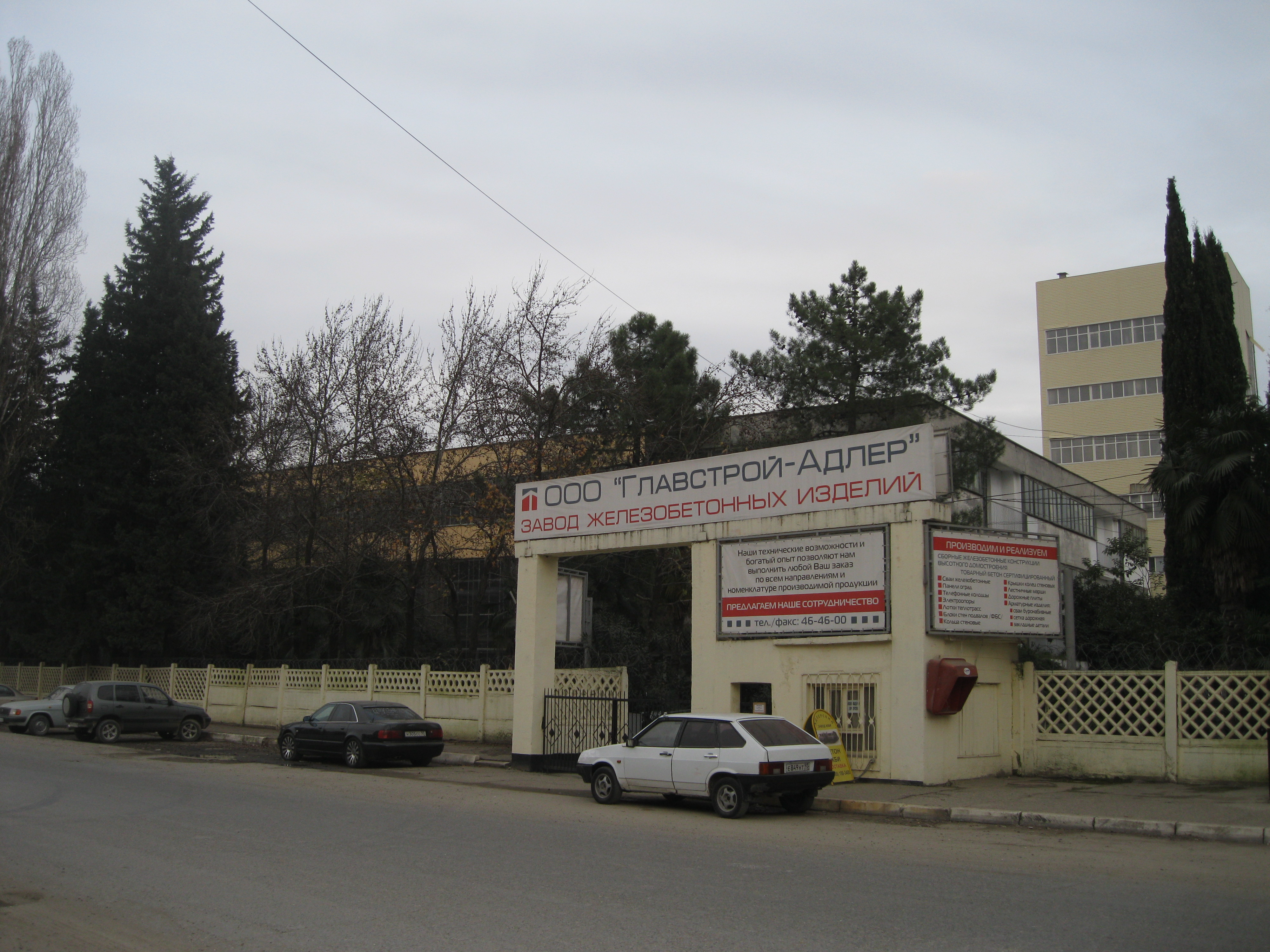
Улица Гастелло. Завод ЖБИ
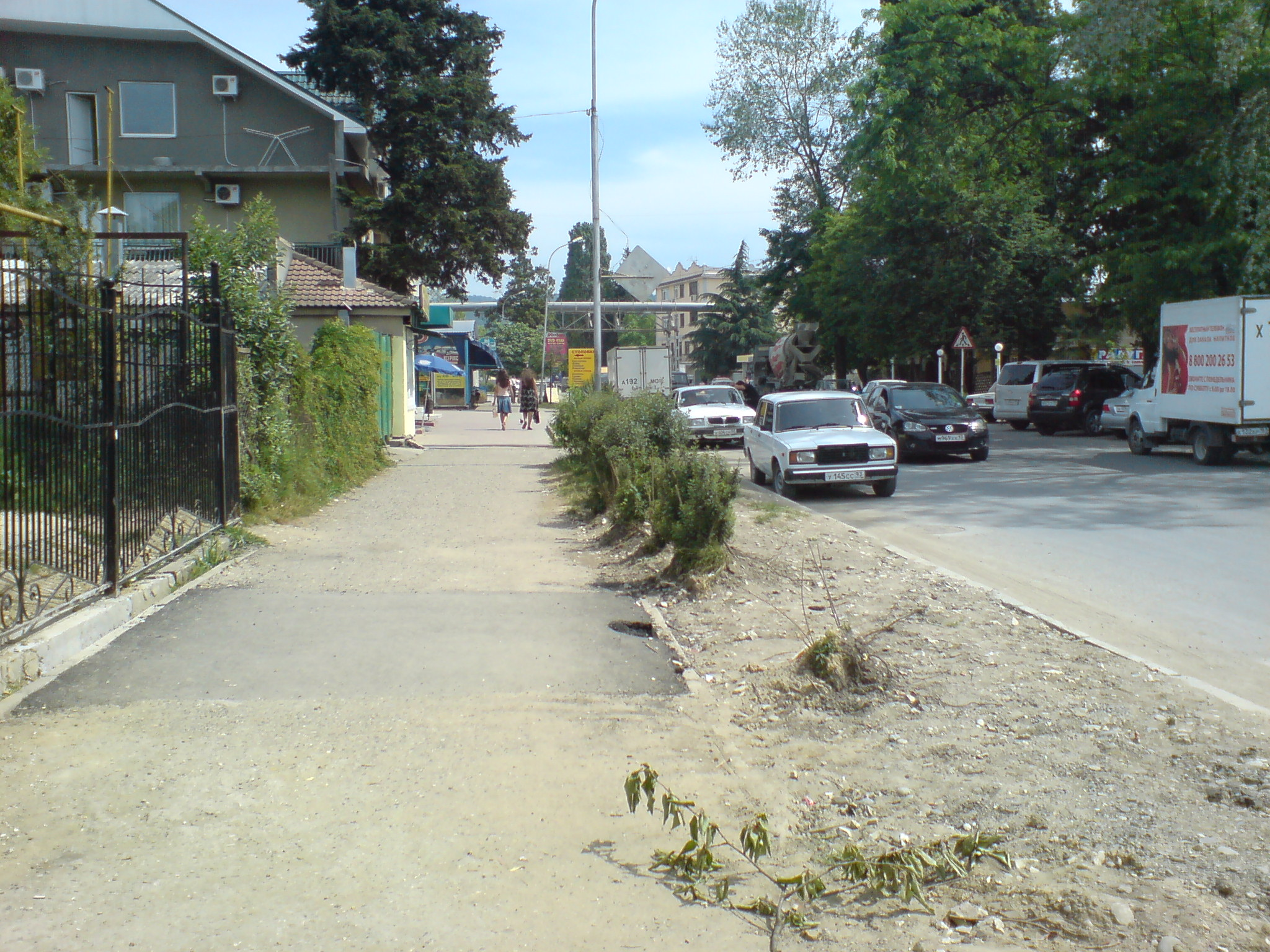
Улица Гастелло. Тротуар
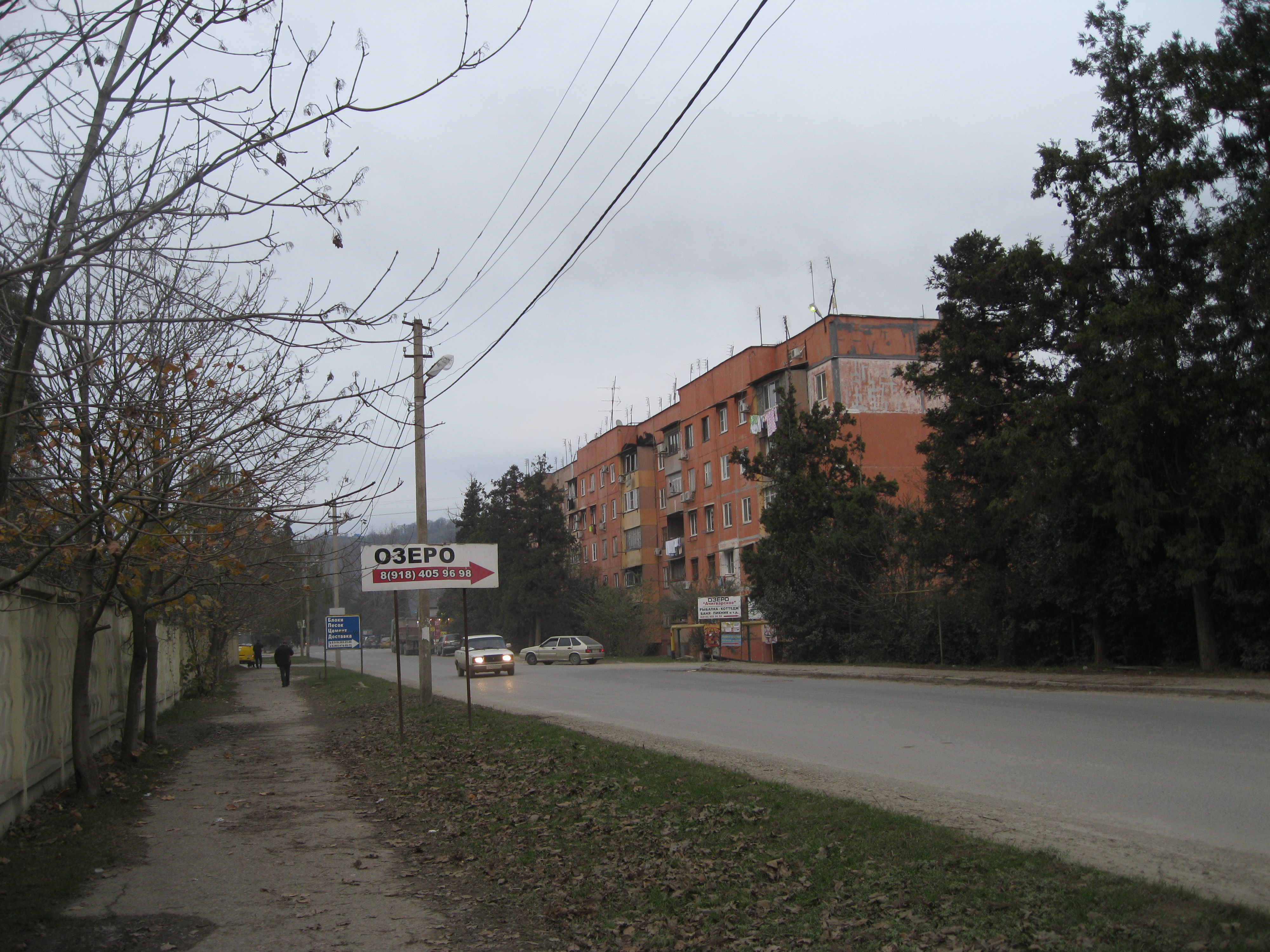
Улица Гастелло
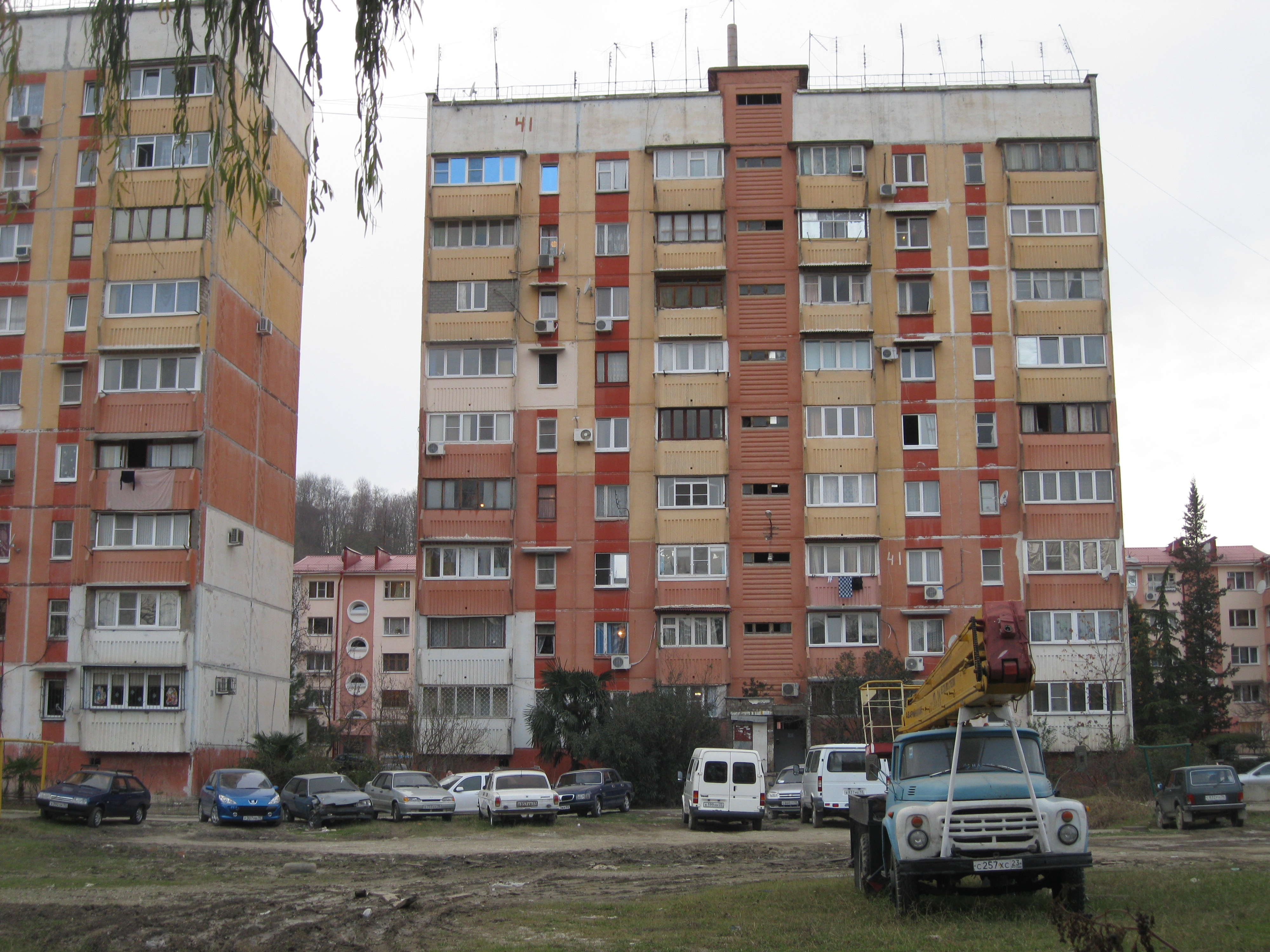
Улица Гастелло
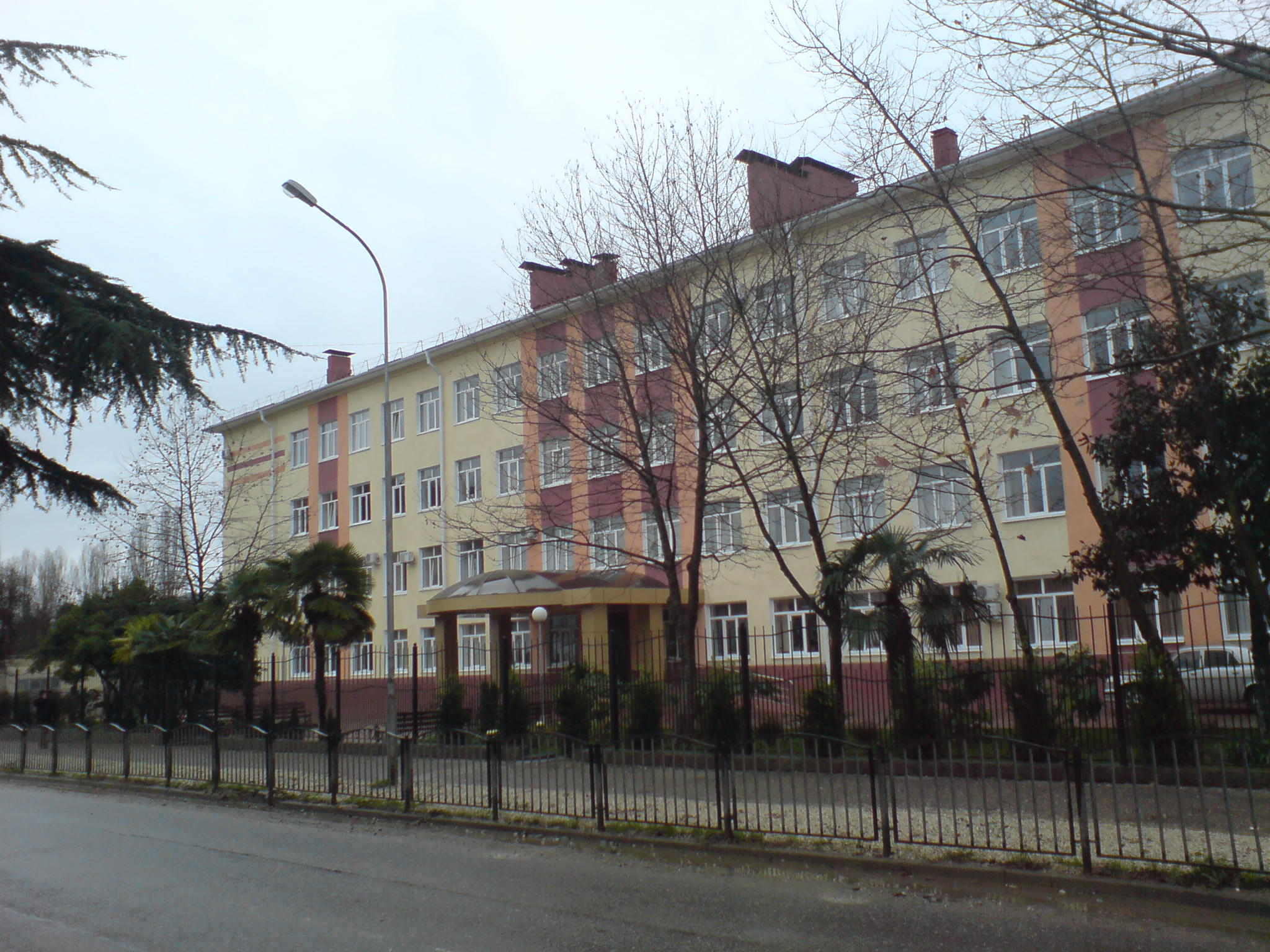
Улица Гастелло. Школа № 53
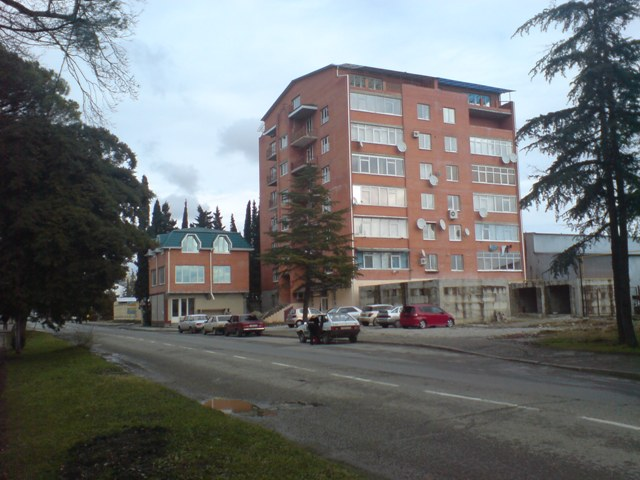
Улица Гастелло
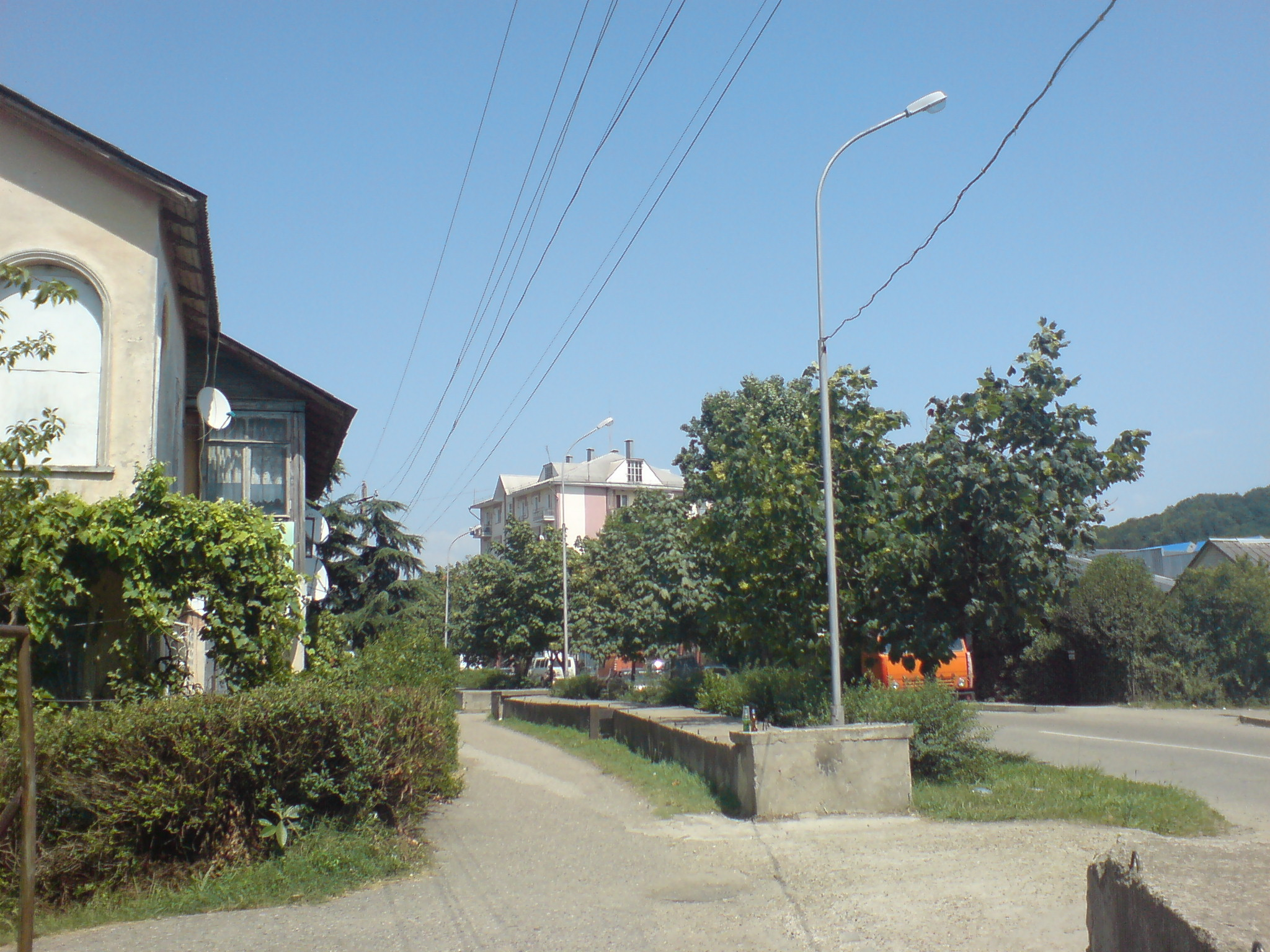
Начало улицы Гастелло
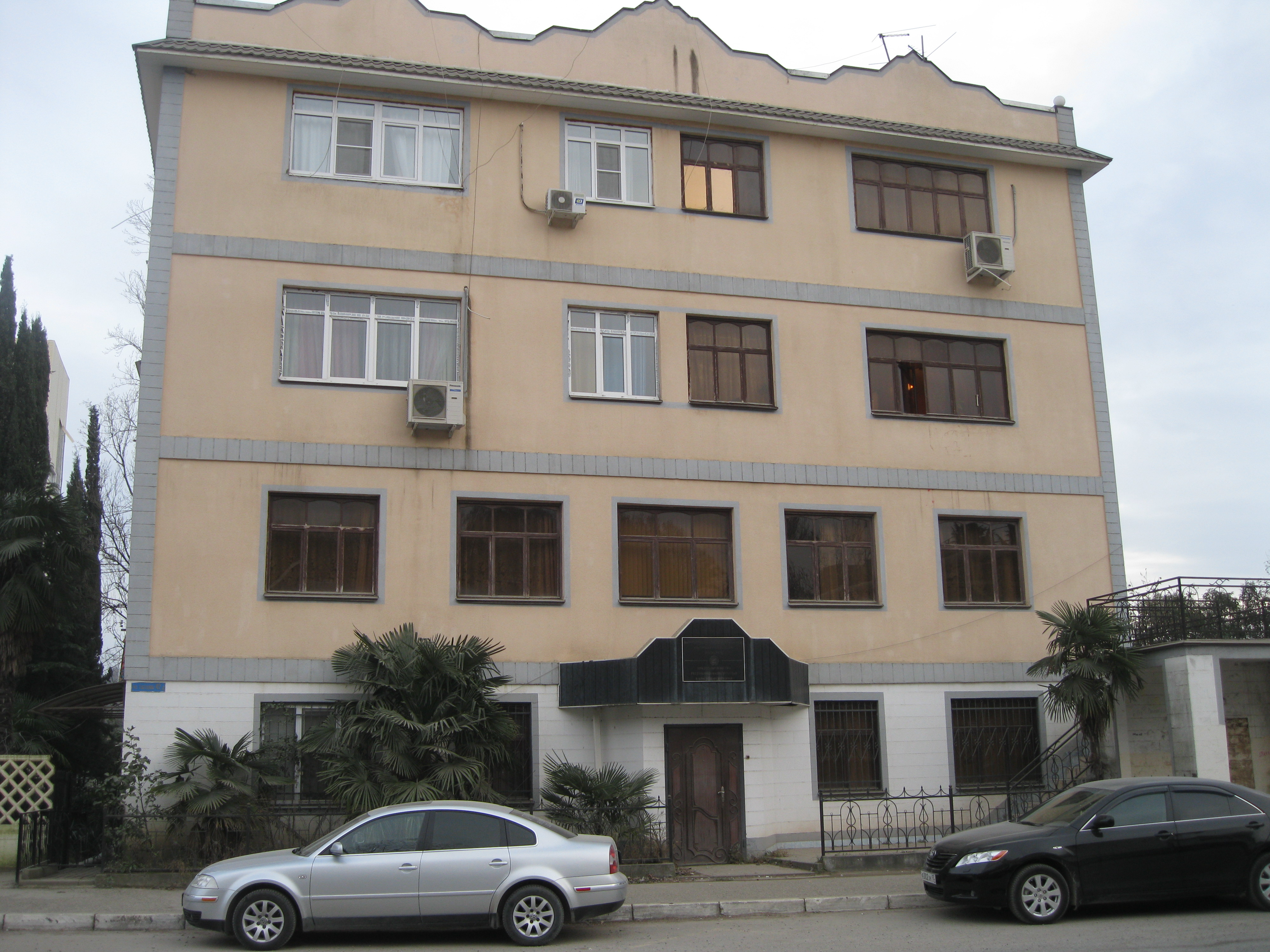
Улица Гастелло. Представительство республики Башкирии в Краснодарском крае